# خليل عميرة المغربي
خليل عميرة المغربي (مواليد 1914) هو ملاكم مصري، مثّل بلاده في الألعاب الأولمبية الصيفية 1936.
وتدرج في المناصب حتى أصبح رئيس لجنة حكام افريقيا في الملاكمة وعضو لجنة الحكام الدولية

## روابط خارجية
خليل عميرة المغربي على موقع أوليمبيديا (الإنجليزية)